# Piet van der Laan
Pieter Cornelis Tobias van der Laan (Leiden, 13 april 1935 − Eindhoven, 3 januari 2017) was een Nederlands hoogleraar.

## Biografie
Van der Laan was een zoon van Dirk van der Laan (1902-1981) en Margaretha Barreveld (†1979). In 1951 behaalde hij in Rotterdam het HBS-B-diploma, in 1957 het ingenieursdiploma aan de Technische Hogeschool Delft. Hij werkte van 1959 tot 1965 bij het FOM-Instituut voor Plasmafysica. In 1964 promoveerde hij aan de Rijksuniversiteit Utrecht op Opsluiting van plasma met behulp van een draaiend magneetveld. Van 1965 tot 1966 was hij Research Associate aan de University of Wisconsin, Madison. Vervolgens werkte hij opnieuw aan het Instituut voor Plasmafysica tot 1975 als leider van de pinchgroep. In 1973 voltooide het team de SPICA-opstelling en hij vertrok daarop opnieuw naar de USA, naar het Massachusetts Institute of Technology in Cambridge bij Boston, waar hij betrokken was bij de FOM-MIT-Alcatorsamenwerking. Op 18 november 1977 werd hij per 1978 benoemd tot gewoon hoogleraar met de leeropdracht technieken van hoge spanningen en hoge stromen aan de Technische Universiteit Eindhoven waar hij inaugureerde met Hoogspanning waarom?. Daar ging hij in 2000 met emeritaat.
Prof. dr. ir. P.C.T. van der Laan overleed begin 2017 op 81-jarige leeftijd.